# Davor Lovren
Davor Lovren (München, 3 oktober 1998) is een Kroatisch voetballer die bij voorkeur als linkervleugelspeler speelt. Hij tekende in 2018 een contract voor 5 seizoenen bij Fortuna Düsseldorf dat hem definitief overnam van GNK Dinamo Zagreb. Hij is jongere de broer van Dejan Lovren.

## Clubcarrière
Lovren begon te voetballen bij de jeugd NK Karlovac en stapte in 2009 over naar de jeugd van Dinamo Zagreb. Op 14 mei 2016 maakte Lovren zijn debuut op het hoogste niveau in de met 0–4 gewonnen wedstrijd tegen NK Lokomotiva Zagreb. In minuut 53 kwam hij Marko Pjaca vervangen. Tijdens het seizoen 2017/18 werd Lovren uitgeleend aan Fortuna Düsseldorf, uitkomend in de 2. Bundesliga. Düsseldorf werd kampioen met drie punten voorsprong en mocht het volgende seizoen uitkomen in de  Bundesliga. De huurovereenkomst werd uiteindelijk een definitieve overeenkomst. Op 29 september 2018 maakte Lovren zijn debuut in de Bundesliga in in de met 3–0 verloren wedstrijd tegen Nürnberg.

## Clubstatistieken
| Seizoen     | Club                | Competitie    | Competitie | Competitie | Beker | Beker | Internationaal | Internationaal | Totaal | Totaal |
| Seizoen     | Club                | Competitie    | Wed.       | Dlp.       | Wed.  | Dlp.  | Wed.           | Dlp.           | Wed.   | Dlp.   |
| ----------- | ------------------- | ------------- | ---------- | ---------- | ----- | ----- | -------------- | -------------- | ------ | ------ |
| 2015/16     | Dinamo Zagreb II    | 2. HNL        | 8          | 1          | —     | —     | —              | —              | 8      | 1      |
| 2015/16     | GNK Dinamo Zagreb   | 1. HNL        | 1          | 0          | —     | —     | —              | —              | 1      | 0      |
| 2016/17     | Dinamo Zagreb II    | 2. HNL        | 28         | 7          | —     | —     | —              | —              | 28     | 7      |
| 2017/18     | →Fortuna Düsseldorf | 2. Bundesliga | 14         | 1          | 1     | 0     | —              | —              | 15     | 1      |
| 2018/19     | Fortuna Düsseldorf  | Bundesliga    | 2          | 0          | —     | —     | —              | —              | 2      | 0      |
| Club totaal | Club totaal         | Club totaal   | 18         | 1          | 0     | 0     | 0              | 0              | 18     | 1      |

Bijgewerkt op 4 januari 2019

## Interlandcarrière
Lovren doorliep verschillende nationale jeugdploegen. Hij maakte onder meer deel uit van de nationale U19-ploeg op het EK 2016 (U19) in Duitsland.
1 Kwasigroch ·
3 Hoffmann ·
5 Heyer ·
6 Haag ·
7 Pejčinović ·
8 Jóhannesson ·
9 Vermeij ·
10 van Brederode ·
11 Kwarteng ·
12 Lunddal ·
15 Oberdorf ·
18  Niemiec ·
19 Iyoha ·
20  Siebert ·
21 Rossmann ·
22 Schmidt ·!
23 Appelkamp ·
24 Kownacki ·
25 Zimmermann ·
26 Schock ·
27 Jastrzembski ·
31 Sobottka ·
33 Kastenmeier ·
34 Gavory ·
35 Bunk ·
37 Savić ·
45 Affo ·
Coach: Thioune